# (2419) Moldavia
(2419) Moldavia es un asteroide perteneciente al cinturón de asteroides, descubierto el 19 de septiembre de 1974 por la astrónoma soviética Liudmila Chernyj desde el Observatorio Astrofísico de Crimea.

## Designación y nombre
Designado provisionalmente como  1974 SJ . Fue nombrado Moldavia en honor a la República Socialista Soviética de Moldavia.